# اتحاد كتاب وأدباء الإمارات
اتحاد كتّاب وأدباء الإمارات جمعية ذات نفع عام تأسست بموجب القرار الوزاري رقم 137 لسنة 1984 الصادر عن وزارة تنمية المجتمع في  الإمارات العربية المتحدة (وزارة العمل والشؤون الاجتماعية سابقا) بتاريخ 26 مايو 1984. لها نشاطان ثقافيان أسبوعيان بارزان في الساحة الثقافية الإماراتية هما" نادي القصة ونادي الشعر، ويقامان في المقر الرئيسي في الشارقة، كما لها ثلاث فروع في أبوظبي ودبي ورأس الخيمة.

## تأسيس الاتحاد

اتحاد كتاب وأدباء الإمارات جمعية أهلية تأسس في 28/5/1984 في مدينة الشارقة وكان عدد المؤسسين 30 عضواً عاملاً.
تشير الوثائق المحفوظة لدى سكرتارية الاتحاد أنه قبل الإشهار وانعقاد الجمعية العمومية التأسيسية الأولى، انعقدت عدة اجتماعات تأسيسية غير رسمية توضح نقاشات الاعضاء واهتماماتهم ورغبتهم في إنشاء كيان اتحادي لجميع الكتاب والأدباء من المواطنين والعرب بهدف الارتقاء بالأدب والثقافة والاتصال بالكتاب العرب فيما يخص الهموم والتطلعات الوطنية والقومية.
كانت اجتماعات الجمعيات العمومية التأسيسية قبل الإشهار باستضافة كل من جمعية الاجتماعيين والحقوقيين بالشارقة، وكان يصل إلى الاجتماع الكتاب والأدباء المواطنين من مختلف الإمارات من أبوظبي جنوباً إلى رأس الخيمة شمالاً ويبلغ عدد أعضاء الاتحاد الآن من العاملين 200 عضو أي من مواطني دولة الإمارات ومن المنتسبين 185 عضو والمنتسبين هم الوافدون وابرز الجنسيات لاعضاء الاتحاد من الدول التالية سوريا، لبنان، مصر، الأردن، البحرين، الكويت، العراق.

## مجلس الإدارة

### المجلس الحالي
| الاسم           | المنصب                         |
| --------------- | ------------------------------ |
| د.سلطان العميمي | رئيس مجلس الإدارة              |
| شيخة الجابري    | نائب رئيس مجلس الإدارة         |
| شيخة المطيري    | أمين السر العام                |
| محسن سليمان     | أمين الصندوق                   |
| مريم الزرعوني   | المسؤول الثقافي                |
| د.عائشة الشامسي | مسؤول النشر والتوزيع           |
| د.سيف الجابري   | مسؤول الإعلام والعلاقات العامة |

### المجلس المؤقت 2021
صدر عن وزارة تنمية المجتمع في دولة الإمارات القرار الوزاري رقم 312 لسنة 2020 والقاضي بحل المجلس السابق المنتخب بجمعية عمومية عام 2018 وتشكيل مجلس إدارة جديد برئاسة سلطان العميمي
| الاسم         | المنصب                                               |
| ------------- | ---------------------------------------------------- |
| سلطان العميمي | رئيس مجلس الإدارة                                    |
| عائشة سلطان   | نائب رئيس مجلس الإدارة ورئيس الهيئة الإدارة لفرع دبي |
| صالحة غابش    | الأمين العام                                         |
| نجيب الشامسي  | أمين الصندوق ورئيس الهيئة الإدارة لفرع رأس الخيمة    |
| حارب الظاهري  | المسؤول الثقافي ورئيس الهيئة الإدارة لفرع أبو ظبي    |

## الاتحاد العام للأدباء والكتاب العرب
عقد الاتحاد العام في الفترة من 24 كانون الأول - 29 كانون الأول 2015 في أبوظبي مؤتمره العام السادس والعشرين، وقد أنهى بذلك الاديب المصري محمد سلماوي دورته الثالثة كأمين عام للاتحاد العام حيث كان أمينا عامًا خلال الفترة من 2006 - 2015، وفي هذا المؤتمر تمّ انتخاب الشاعر الإماراتي حبيب الصايغ رئيس مجلس إدارة اتحاد كتاب وأدباء الإمارات حينها أمينًا عامًا للاتحاد العام في 24 كانون الأول 2015 للدورة من 2016 - 2018، ومن ثم تمت إعادة انتخاب الصايغ لدورة جديدة من 2019 - 2021 ونظرا لوفاة الشاعر حبيب الصايغ عقد الاتحاد العام للأدباء والكتاب العرب اجتماعات استثنائيا في يومي 28 أيلول و 29 أيلول 2019 لإعادة انتخاب أمين عام خلفا للصايغ لاستكمال المدة المتبقية من دورته وانتخب اثر الاجتماع الاديب علاء عبد الهادي رئيس مجلس إدارة اتحاد كتاب مصر امينا عاما للفترة المتبقية

## إصدارات الاتحاد

### الشعر
| الكتاب                              | المؤلف                 | سنة الطبع |
| ----------------------------------- | ---------------------- | --------- |
| قصائد من الإمارات                   | لعدد من شعراء الإمارات | 1986      |
| شدو الزمن                           | سلطان خليفة            | 1986      |
| مدية واحدة لا تكفى لذبح عصفور       | سيف الرحبى             | 1988      |
| جغرافيا الفردوس                     | جعفر الجمرى            | 1988      |
| وردة للوطن .. قبلة للحبيبة          | عمر أبو سالم           | 1989      |
| هذا هو الساحل.. أين البحر           | مؤيد الشيبانى          | 1989      |
| بحثاً عن النهر                       | رأفت السويركى          | 1989      |
| علي بن المسك التهامي يفاجئ قاتليه   | عارف الخاجة            | 1989      |
| آية الصمت                           | ظاعن شاهين             | 1991      |
| آخر الشعر وأول البيارق              | ميسون صقر القاسمي      | 1991      |
| لجيف ريق البحر                      | ثاني السويدي           | 1992      |
| شيء من السهو في رئتي                | جعفر الجمري            | 1992      |
| ديوان سلطان العويس (مجلد )          | سلطان العويس           | 1992      |
| بانتظار الشمس                       | صالحة غابش             | 1992      |
| استحالات السكون                     | ناصر جبران             | 1993      |
| مسارات                              | حمده خميس              | 1993      |
| ديوان نداء سالم بن على العويس       | تحقيق د. محمد حور      | 1994      |
| سيدة الرفض الأخير                   | عائشة البوسميط         | 1995      |
| هذا أنا                             | كريم معتوق             | 1995      |
| المناخات أولى                       | إبراهيم الهاشمي        | 1996      |
| المرايا ليست هي                     | صالحة غابش             | 1997      |
| من أغاني العاشق القديم              | أحمد محمد عبيد         | 1998      |
| قبلة على خد القمر                   | حارب الظاهري           | 1999      |
| قلق - تفاصيل                        | إبراهيم الهاشمي        | 2000      |
| ذاهل عبر الفكرة                     | جمعة الفيروز           | 2000      |
| مس من الماء                         | حمدة خميس              | 2000      |
| شمس شفتيك                           | حارب الظاهري           | 2002      |
| شتاء                                | خالد البدور            | 2002      |
| الطريق إلى راس التل                 | إبراهيم محمد إبراهيم   | 2002      |
| هاء الغائب                          | خلود المعلا            | 2003      |
| جلوس الصباح على البحر               | أحمد راشد ثاني         | 2003      |
| جدران                               | الهنوف محمد            | 2005      |
| أوراق الماء                         | منى مطر                | 2005      |
| شغف                                 | ظبية خميس              | 2005      |
| سفرجل ... ديوان الشاعر راشد الخضر   | سلطان العميمي          | 2005      |
| الأعمال الكاملة أحمد أمين المدني    | أحمد أمين المدني       | 2006      |
| Coffee & Dates                      | د. شهاب غانم           | 2007      |
| كله أزرق                            | خالد الراشد            | 2007      |
| يحدث هذا فقط - الطبعة الثانية       | أحمد عيسى العسم        | 2008      |
| نحو الأبد                           | ظبية خميس              | 2008      |
| نصوص ايليا ويبوس                    | التوكل طه              | 2009      |
| ذاكرة البحر                         | عائشة علي الغيص        | 2010      |
| طفلتان والمساء                      | طالب غلوم طالب         | 2010      |
| هكذا قهوتي                          | إبراهيم محمد إبراهيم   | 2010      |
| ضواحي الجنة                         | خالد الراشد            | 2010      |
| الهواء بأشرعته                      | آمنة محمد الشحي        | 2011      |
| رجائي                               | سالم أبو جمهور         | 2011      |
| رسام الأميرة                        | سالم أبو جمهور         | 2011      |
| شقائق النعناع                       | جعفر الجمري            | 2011      |
| سكر الوقت                           | ابراهيم محمد ابراهيم   | 2012      |
| وقع خفيف                            | حمدة خميس              | 2012      |
| ليل يبتل                            | أحمد العسم             | 2012      |
| معرض الفن الهارب                    | سالم بو جمهور          | 2012      |
| مزراب الشمال                        | خالد الراشد            | 2012      |
| أمنيات شائكة                        | مها خالد               | 2012      |
| إن غابت السدرة وإن ابتعد البحر      | إيمان محمد             | 2013      |
| زهرة الدم                           | أمينة ذيبان            | 2013      |
| خطب ما                              | فاطمة المزروعي         | 2013      |
| الأرملة السوداء                     | وفاء خازندار           | 2013      |
| إلى البيت                           | سعد جمعة               | 2013      |
| أطلس "حيث الإمارات العربية المتحدة" | عبدالله السبب          | 2014      |
| من وحي الشعر الإماراتي              | سعيد حمدان             | 2015      |
| ماذا أسميك                          | إبراهيم الهاشمي        | 2015      |
| مقام الإعرابية الرائية              | ظبية خميس              | 2015      |
| صلاة                                | عبدالله السبب          | 2015      |
| سيد المجد                           | حمدة خميس              | 2015      |
| نقش في السديم                       | حمدة خميس              | 2016      |
| تحت الظل الكثرة                     | أحمد العسم             | 2017      |
| ممالك النخلة                        | د.منصور الشامسي        | 2017      |
| رحيل ... وإياب                      | ظبية خميس              | 2017      |
| خطوة في الفراغ                      | ناصر البكر الزعابي     | 2018      |
| أراك عكسك                           | د.طلال الجنيبي         | 2019      |
| لغز الجوهر                          | محمد العمادي           | 2019      |
| وأظن ... أنا                        | شيخة المطيري           | 2020      |
| غيمة مستعملة                        | نجاة الظاهري           | 2020      |
| ليجف ريق البحر ـ ط2                 | ثاني السويدي           | 2021      |
| اتركوا النهر نائما في فراشه         | خالد الراشد            | 2022      |
| على حافة الورق                      | ياسر دحي               | 2023      |
| الصثر الذي ينفى                     | طالب غلوم طالب         | 2024      |
| حنوناً كياسمين الظهيرة               | أنور الخطيب            | 2024      |

### القصة
| الكتاب                                       | المؤلف                       | سنة الطبع |
| -------------------------------------------- | ---------------------------- | --------- |
| فيروز                                        | مريم جمعة فرج                | 1988      |
| الأرواح تسكن المدينة                         | أنور الخطيب                  | 1988      |
| 12 قصة قصيرة                                 | لعدد من الكتاب               | 1989      |
| ميادير                                       | ناصر جبران                   | 1989      |
| الطحلب                                       | إبراهيم مبارك                | 1989      |
| عندما تدفن النخيل                            | ناصر الظاهري                 | 1990      |
| طفول                                         | سعاد العريمي                 | 1990      |
| الصمت                                        | خليل قنديل                   | 1990      |
| هاجر                                         | سلمى مطر سيف                 | 1991      |
| عصفور الثلج                                  | إبراهيم مبارك                | 1991      |
| كلنا كلنا .. كلنا نحب البحر                  | لعدد من أدباء الإمارات       | 1992      |
| الشقاء                                       | على عبد العزيز الشرهان       | 1992      |
| الرفض                                        | عبد الرضا السجواني           | 1992      |
| الرحيل                                       | شيخة الناخي                  | 1993      |
| على حافة النهار                              | عبد الحميد أحمد              | 1993      |
| خطوة للحياة خطوتان للموت                     | ناصر الظاهري                 | 1995      |
| حقل غمران                                    | سعاد العريمى                 | 1997      |
| مندلين                                       | حارب الظاهري                 | 1997      |
| خان                                          | إبراهيم مبارك                | 1998      |
| الخشبة                                       | عبدالله صقر                  | 1999      |
| رياح الشمال                                  | شيخة الناخي                  | 1999      |
| مطر في موسم البرتقال                         | أنور الخطيب                  | 1999      |
| رجولة غير معلنة                              | د.باسمة يونس                 | 2001      |
| انحدار                                       | عبد الرضا السجواني           | 2001      |
| مسافة أنت ...العشق الأولى                    | جمعة الفيروز                 | 2001      |
| نشيد الساحل .. صفير البر                     | لعدد من كتّاب الإمارات        | 2001      |
| عيون السمك الباردة                           | علي أحمد الحميري             | 2002      |
| سهرة مع الأرق                                | صالح كرامة                   | 2003      |
| 45 قصة قصيرة، القصص الفائزة بجائزة غانم غباش | مجموعة من كتّاب القصة القصيرة | 2004      |
| الجدار الذي يصدح                             | فاروق مرعشي                  | 2004      |
| ليل الدمى                                    | حارب الظاهري                 | 2005      |
| ضجر طائر الليل                               | إبراهيم مبارك                | 2005      |
| علاقة خطرة                                   | د.باسمة يونس                 | 2006      |
| عطش البحر وجمرة الصحراء                      | مجموعة من الكتّاب             | 2007      |
| العزف على أوتار الفرح                        | شيخة الناخي                  | 2007      |
| خربشات على أديم الكثبان                      | علي أحمد الحميري             | 2008      |
| رأس ذي يزن                                   | د. سعاد العريمي              | 2008      |
| همس الشواطئ الفارغة ـ ط2                     | أسماء علي الزرعوني           | 2010      |
| تيجان البونسيان                              | علي الحميري                  | 2010      |
| منتعلا الملح وكفاه رماد                      | ناصر الظاهري                 | 2011      |
| سفر الخطايا                                  | محمد المزيني                 | 2011      |
| مازلت أكتب وأمحو                             | د.باسمة يونس                 | 2014      |
| اعتذار الى البحر ـ ط2                        | د. يوسف الحسن                | 2015      |
| غيوم وحجارة                                  | علي الجاك                    | 2016      |
| الطماشة                                      | علي الحميري                  | 2016      |
| الموت السعيد                                 | د.باسمة يونس                 | 2016      |
| خلجات نفوس حائرة                             | شيخة الناخي                  | 2016      |
| أنا طفولتك الجميلة                           | شيخة الناخي                  | 2019      |
| لم أكن يحيى ولن يكون زكريا                   | د.سعاد العريمي               | 2020      |
| عندما كانت الأرض مربعة                       | لولوة المنصوري               | 2020      |
| الكوكب 10                                    | د.باسمة يونس                 | 2020      |
| الخشبة "طبعة ثالثة"                          | عبدالله صقر                  | 2021      |
| كلنا كلنا .. كلنا نحب البحر ـ ط2             | لعدد من أدباء الإمارات       | 2021      |
| كلنا السدرة .. كلنا نحب البحر                | لعدد من أدباء الإمارات       | 2021      |
| نشيد الساحل صفير البر ـ ط2                   | لعدد من أدباء الإمارات       | 2021      |
| عطش البحر وجمرة الصحراء ـ ط2                 | لعدد من أدباء الإمارات       | 2021      |
| معادلة من الدرجة الأولى بمجهولين             | مها علي أبوحليقة             | 2022      |
| الشقيقتان وقصص أخرى                          | علي العبدان                  | 2023      |
| غربان الساحر                                 | فتحية النمر                  | 2023      |
| أبحث عني                                     | نجيبة الرفاعي                | 2024      |

### الرواية
| الكتاب                     | المؤلف           | سنة الطبع |
| -------------------------- | ---------------- | --------- |
| حدث في اسطنبول             | كريم معتوق       | 1996      |
| الينابيع ـ ج1              | عبدالله خليفة    | 1998      |
| شاهندة ـ ط3                | راشد عبدالله     | 1998      |
| الينابيع ـ ج2              | عبدالله خليفة    | 1999      |
| زينة الملكة                | علي أبو الريش    | 2004      |
| ثلاثية الحب والماء والتراب | علي أبو الريش    | 2007      |
| سيح المهب                  | ناصر جبران       | 2007      |
| عنق يبحث عن عقد            | عبد الله الناوري | 2009      |
| فتنة كارنيليان             | انور الخطيب      | 2009      |
| لعله أنت                   | د.باسمة يونس     | 2010      |
| امرأة استثنائية            | علي أبو الريش    | 2013      |
| بين حين وآخر – حدثتنا ميرة | لميس المرزوقي    | 2013      |
| أميرة حي الجبل ـ ج1        | علي              | 2014      |
| شارع المحاكم ـ ط2          | أسماء الزرعوني   | 2014      |
| الجسد الراحل ـ ط2          | أسماء الزرعوني   | 2015      |
| الصعود إلى السماء          | حارب الظاهري     | 2015      |
| حتى آخر الشهر              | د.باسمة يونس     | 2015      |
| جزيرة الظلام               | عبيد موسى حارب   | 2015      |
| حتى آخر الشهر (إصدار خاص)  | د.باسمة يونس     | 2016      |
| نصوص القسوة                | د.باسمة يونس     | 2018      |
| أميرة حي الجبل ـ ج2        | علي الحميري      | 2019      |
| ملائكة وشياطين ـ ط2        | د.باسمة يونس     | 2021      |
| سيح المهب ـ ط2             | ناصر جبران       | 2022      |
| قوس الرمل ـ ط2             | لولوة المنصوري   | 2023      |

### أدب الأطفال
| الكتاب           | المؤلف               | سنة الطبع | - | ســــلامة | أسماء الزرعوني | 2000 |
| حكيمة            | أسماء الزرعوني       | 2004      |   |           |                |      |
| هيا نلون بالأزرق | رهف المبارك          | 2010      |   |           |                |      |
| قمر الحجر        | د. أكرم جميل قنبس    | 2011      |   |           |                |      |
| القرعة الطائرة   | د. هيثم يحيى الخواجة | 2014      |   |           |                |      |

### أدب اليافعين
| الكتاب                                       | المؤلف        | سنة الطبع |
| -------------------------------------------- | ------------- | --------- |
| الغازي الخفي (قصة قصيرة)                     | هدى جمال      | 2023      |
| الغافة ... بعض الاشجار ليست كما تبدو (رواية) | فاطمة الكمالي | 2023      |

### أعمال مترجمة
| المجال   | الكتاب                             | المؤلف                               | المترجم               | سنة الطبع |
| -------- | ---------------------------------- | ------------------------------------ | --------------------- | --------- |
| (قصة)    | السمكة الصغيرة                     | صمد بهرنجي                           | "علي الشرهان عمر عدس" | 1986      |
| (قصة)    | أطفال أخر الزمان                   | عزيز نيسين                           | عمر عدس               | 1987      |
| (رواية)  | الرجل العاشر                       | غراهام غرين                          | مصطفى كامل            | 1988      |
| (قصة)    | الرحلة العجيبة ... قصص يابانية     | شوساكو أندو                          | فكرى بكر              | 1989      |
| (شعر)    | الفالس الأخير في سنتياجو           | أربيل دورفمان                        | كامل يوسف             | 1990      |
| (شعر)    | الشيطان وقصائد أخرى                | ليرمونتوف                            | رفعت سلام             | 1991      |
| (رواية)  | موعد سرى                           | كوبي آبى                             | كامل يوسف             | 1991      |
| (قصة)    | مدينة للأموات .. مدينة للأحياء     | نادين غورديمر                        | صبحي عمر              | 1992      |
| (رواية)  | ممثلو الكوميديا                    | غراهام غرين                          | مصطفى كمال            | 1992      |
| (مسرحية) | روؤس الآخرين                       | مارسيل ايميه                         | حسيب كيالي            | 1992      |
| (دراسة)  | الشعرية الأوربية وديكتاتورية الروح | مجموعة مؤلفين                        | ظبية خميس             | 1993      |
| (شعر)    | المجموعة الكاملة لبابلونيردوا      | بابلونيردوا                          | كامل يوسف             | 1994      |
| (شعر)    | أعشاش تحت القلب                    | شعراء من السويد                      | محمد عيد إبراهيم      | 2004      |
| (شعر)    | مع الحبارى والبجعات                | شاعرات من الإمارات وبريطانيا وأمريكا | د. شهاب غانم          | 2005      |
| (شعر)    | انطولوجيا الشعر الإماراتي          | مجموعة شعراء                         | "شاكر نوري رجاء ملاح" | 2007      |
| (رواية)  | العين الثالثة                      | مارجريت أتوود                        | محمد عيد ابراهيم      | 2007      |
| (شعر)    | النمر الآخر                        | خورخي لويس بورخيس                    | محمد عيد ابراهيم      | 2009      |
| (شعر)    | 50 قصيدة عربية من القرن العشرين    | مجموعة شعراء                         | د. شهاب غانم          | 2017      |
| (شعر)    | قصائد من الشرق والغرب              | مجموعة شعراء                         | د. شهاب غانم          | 2019      |

### تراجم
| الكتاب                                                  | المؤلف                       | سنة الطبع |
| ------------------------------------------------------- | ---------------------------- | --------- |
| سالم بن العويس                                          | إعداد / عبد الإله عبد القادر | 1988      |
| سلطان العويس تاجر استهواه الشعر                         | إعداد / عبد الإله عبد القادر | 1988      |
| الشاعر الجامح خلفان بن مصبح                             | إعداد / شوقي رافع            | 1990      |
| أرجوزة تحفة القضاة (أحمد بن ماجد)                       | تحقيق: حسن صالح شهاب         | 1991      |
| الماجدي بن ظاهر                                         | د.فالح حنظل                  | 1992      |
| ديوان الشيخ محمد بن أحمد الأصمعي                        | تحقيق د. وليد محمود خالص     | 1992      |
| أبوظبي ذاكرة مدينة                                      | بدر عبد الملك                | 2001      |
| البردوني (حياة ومختارات من شعره)                        | د. شهاب غانم                 | 2003      |
| لذة المرض (سرد)                                         | أحمد راشد ثاني               | 2013      |
| حضور الغائب ... في المشهد الثقافي الإماراتي سيرة ومسيرة | عبد الله محمد السبب          | 2023      |

### تراث وفنون
| الكتاب                                            | المؤلف        | سنة الطبع |
| ------------------------------------------------- | ------------- | --------- |
| الألعاب والألغاز الشعبية في دولة الإمارات         | نجيب الشامسي  | 1991      |
| الندوة العلمية لإحياء تراث بن ماجد ـ ج1           | مجموعة مؤلفين | 1991      |
| الندوة العلمية لإحياء تراث بن ماجد ـ ج2           | مجموعة مؤلفين | 1991      |
| الندوة العلمية لإحياء تراث بن ماجد ـ ج1 و ج2 / ط2 | مجموعة مؤلفين | 2009      |
| أحمد راشد ثاني بين التّاريخ والتّراث "رؤية نقديّة "  | د.حمد بن صراي | 2017      |

### نصوص مسرحية
| الكتاب                | المؤلف       | سنة الطبع |
| --------------------- | ------------ | --------- |
| الرحيل وملك ليوم واحد | نواف يونس    | 1992      |
| جرافات لا تعرف الحزن  | قاسم مطرود   | 2004      |
| عودة غائب             | د.باسمة يونس | 2017      |

### مقالات
| الكتاب                                                    | المؤلف                      | سنة الطبع |
| --------------------------------------------------------- | --------------------------- | --------- |
| بـهدوء                                                    | محمد المطوع                 | 1991      |
| ذاكرة الشتات                                              | سيف الرحبي                  | 1992      |
| عزف على خشبه السدر                                        | مؤيد الشيبانى               | 1994      |
| أزمة الفكر العربي                                         | إبراهيم سعفان               | 1995      |
| ما تركه البحر لليابسة                                     | ناصر الظاهري                | 1995      |
| على سفر                                                   | ناصر الظاهري                | 1995      |
| زمن الإبداع                                               | د. عمر عبد العزيز           | 2000      |
| قراءات في كتب الإمارات                                    | عبد الغفار حسين             | 2000      |
| العمود الثامن ج 1                                         | ناصر الظاهري                | 2001      |
| العمود الثامن ج 2                                         | ناصر الظاهري                | 2001      |
| الرؤساء عندما يغنون                                       | عبد الحميد أحمد             | 2001      |
| سواحل البحر                                               | إبراهيم مبارك               | 2002      |
| صواري                                                     | إبراهيم مبارك               | 2009      |
| ديمقراطية الإمارات                                        | محمد الحمادي                | 2009      |
| بلوطي - الطبعة الثانية                                    | غانم عبيد غباش              | 2010      |
| عين الرمل                                                 | هاشم المعلم                 | 2011      |
| جماليات الأنا الشاعرة "ملامح الثقافة الشعبية في الإمارات" | سامح كعوش                   | 2011      |
| ترانيم القلب                                              | حارب الظاهري                | 2012      |
| كلمات وفاء في رحيل الشعراء والأدباء                       | د. شهاب غانم                | 2012      |
| سيرة غيم يهذي                                             | سامح كعوش                   | 2012      |
| زفرات عربي حزين                                           | د.يوسف الحسن                | 2015      |
| انسانيتنا المشتركة والتسامح                               | د.يوسف الحسن                | 2018      |
| سلطة البلاغة في الخطاب العربي                             | حمدة خميس                   | 2018      |
| متى يعيش الوطن فينا "الجزء الثالث"                        | محمد شعيب الحمادي           | 2019      |
| هنا مر حبيب (شهادات في تجربة استثنائية)                   | اعداد : محمد شعيب الحمادي   | 2020      |
| شموع بعيدة عن القمر                                       | محمد حسن الحربي             | 2022      |
| قفص الأمواج                                               | "جمع وتوثيق لولوة المنصوري" | 2024      |
| قال الراوي                                                | علي عبيد الهاملي            | 2024      |

### أدب الرحلات
| الكتاب                      | المؤلف       | سنة الطبع |
| --------------------------- | ------------ | --------- |
| لليل طائره وللنهار المسافات | ناصر الظاهري | 2017      |

### دراسات أدبية
| الكتاب                                                                                 | المؤلف                           | سنة الطبع |
| -------------------------------------------------------------------------------------- | -------------------------------- | --------- |
| معجم القوافي والألحان                                                                  | د. فالح الحنظل                   | 1987      |
| أبحاث الملتقى الأول للكتابات القصصية                                                   | عبد الحميد أحمد / رعد عبد الجليل | 1989      |
| الاتفاقيات السياسية والاقتصادية التي عقدت بين إمارات ساحل عمان وبريطانيا-الطبعة الأولى | علي محمد راشد                    | 1989      |
| الصراع حول مضيق هرمز                                                                   | عبيد طويرش                       | 1990      |
| ندوة الأدب في الخليج العربي ـ ج1                                                       | عدد من المؤلفين                  | 1990      |
| ندوة الأدب في الخليج العربي ـ ج2                                                       | عدد من المؤلفين                  | 1991      |
| ندوة الأدب في الخليج العربي ـ ج3                                                       | عدد من المؤلفين                  | 1991      |
| ندوة الأدب في الخليج العربي ـ ج4                                                       | عدد من المؤلفين                  | 1991      |
| الحداثة الأولى                                                                         | محمد جمال باروت                  | 1991      |
| أبحاث الملتقى الثاني للكتابات القصصية ـ ج1                                             | عدد من المؤلفين                  | 1992      |
| أبحاث الملتقى الثاني للكتابات القصصية ـ ج2                                             | عدد من المؤلفين                  | 1992      |
| أبحاث الملتقى الثاني للكتابات القصصية ـ ج3                                             | عدد من المؤلفين                  | 1992      |
| السكون المتحرك (بنية الإيقاع) ـ ج1                                                     | د. علوي الهاشمي                  | 1992      |
| السكون المتحرك (بنية اللغة) ـ ج2                                                       | د. علوي الهاشمي                  | 1993      |
| أبحاث الملتقى الثالث للكتابات القصصية ـ ج1                                             | عدد من المؤلفين                  | 1994      |
| أبحاث الملتقى الثالث للكتابات القصصية ـ ج2                                             | عدد من المؤلفين                  | 1994      |
| أبحاث الملتقى الثالث للكتابات القصصية ـ ج3                                             | عدد من المؤلفين                  | 1994      |
| السكون المتحرك (بنية المضمون)ـ ج3                                                      | د. علوي الهاشمي                  | 1995      |
| القصة القصيرة والصوت النسائي في الإمارات                                               | بدر عبد الملك                    | 1995      |
| إضاءة العتمة (بحث عن التقانات الجمالية الفنية في الأدب العربي والمحلي)                 | فاطمة السويدي                    | 1995      |
| نقوش على أبواب النبط                                                                   | ظاعن شاهين                       | 1995      |
| الاتجاهات والحركات في الشعرالعربي الحديث                                               | د. سلمى خضراء الجيوسى            | 1996      |
| مدخل إلى القصة القصيرة الإماراتية                                                      | د. الرشيد بو شعير                | 1999      |
| من ينابيع البحرين                                                                      | يوسف حسن                         | 1999      |
| الاتجاه الرومانسي في شعر الإمارات                                                      | هلا عبد اللطيف القصير            | 1999      |
| الثقافة في الخليج                                                                      | د.. حسن مدن                      | 2000      |
| الرواية الفلسطينية والمنفى                                                             | د. صالح أبو أصبع                 | 2001      |
| مشكلة الحوار في الرواية العربية                                                        | د. نجم عبد الله كاظم             | 2004      |
| صورة المرأة في القصة النسائية الإماراتية                                               | عبد الفتاح صبري                  | 2005      |
| تفكيكات نقدية                                                                          | محمد ولد عبدي                    | 2005      |
| ملتقى الشعر الإماراتي                                                                  | عدد من المؤلفين                  | 2005      |
| مدخل إلى قراءة القصيدة المعاصرة في الإمارات                                            | د.هيثم يحيى الخواجة              | 2009      |
| جمعة الفيروز سنديانة لا تموت                                                           | د.هيثم يحيى الخواجة              | 2010      |
| التعالق مع السيرة الذاتية                                                              | عبد الفتاح صبري                  | 2011      |
| جبل السرد العائم – مقاربات نصية في القصة الاماراتية القصيرة ـ ج1                       | د.صالح هويدي                     | 2011      |
| شعرية القص، وسيمَائيّة النّص (تحليل مجهريّ لمجموعة «تفاحة الدخول إلى الجنّة»)               | عبد الملك مرتاض                  | 2014      |
| حبيب الصايغ بين التاريخ والاسطورة                                                      | د.صديق محمد جوهر                 | 2015      |
| تحولات النص الشعري الإماراتي الجديد ـ ج1                                               | ابراهيم اليوسف                   | 2016      |
| الأثر والموشور في أسئلة الحداثة والمكان ـ ج2                                           | ابراهيم اليوسف                   | 2016      |
| لؤلؤة النص ... جدل الأنساق في الشعرية العربية ... الامارات أنموذجا                     | د.عبد القادر جبار                | 2016      |
| "تمرد اللغة على طقوس العشيرة قراءات في مواريث حبيب الصايغ الشعرية"                     | د.صديق محمد جوهر                 | 2016      |
| السيف في حياة العرب                                                                    | فاطمة المعمري                    | 2018      |
| عاشقة القوافي ... مقاربات نقدية في أشعار صالحة غابش                                    | د.صديق محمد جوهر                 | 2018      |
| الدلالة الحافة في شعرية النص الجديد اسلوب النص.. تجربة الشاعر حبيب الصايغ              | د.دريد يحيى الخواجة              | 2018      |
| "أثر الحداثة وما بعدها في النص السردي الإماراتي"                                       | عزّت عمر                          | 2018      |
| السرديات الروائية النسوية الإماراتية                                                   | د.سمر روحي الفيصل                | 2021      |
| تطور الحركة الشعرية في الإمارات (جماعة الحيرة)                                         | د.مريم الهاشمي                   | 2022      |
| مستويات البناء النصي في الإشارات الإلهية لأبي حيان التوحيدي                            | عائشة سعيد سالم الزعابي          | 2022      |
| أسلوبية الأدب القيادي ... الشعر الإماراتي أنموذجاً                                      | عائشة علي الغيص                  | 2022      |
| صورة القائد في النصوص الأدبية التعليمية                                                | أسماء حمد شيخان الكلباني         | 2022      |
| نظرية القراءة                                                                          | د.عبد الملك مرتاض                | 2022      |
| شعرية الحب والحياة                                                                     | عزت عمر                          | 2022      |
| الواقعية السحرية في القصة القصيرة في الإمارات                                          | سميرة الشحي                      | 2023      |
| سيميائية الشخصيات في روايات تيار الوعي الإماراتية .. علي أبو الريش أنموذجاً             | د.قصي عيد                        | 2023      |
| القصة القصيرة جداً في الخليج العربي: "دراسة تأصيلية فنيّة"                               | د. بديعة خليل الهاشمي            | 2024      |
| الرمز ودلالته في نماذج من القصة القصيرة للكاتبة لولوة المنصوري ـ دراسة تحليلية         | مريم أحمد الحمادي                | 2024      |
| آليات السرد في الشعر الإماراتي المعاصر                                                 | سعاد راشد المرزوقي               | 2024      |
| نقوش الروح على جدار الوطن                                                              | د.عادل نيل                       | 2024      |

### دراسات اجتماعية
| الكتاب                                             | المؤلف              | سنة الطبع |
| -------------------------------------------------- | ------------------- | --------- |
| الإمارات في ذاكرة أبنائها ... فنجان قهوة ـ ج1 ـ ط2 | عبد الله عبد الرحمن | 1995      |
| علم اجتماع المعرفة                                 | د. حنظل الشيخ خزعل  | 2000      |
| الإمارات في ذاكرة أبنائها ... فنجان قهوة ـ ج2 ـ ط2 | عبد الله عبد الرحمن | 2005      |
| التعليم و الهوية الوطنية                           | محمد الباهلي        | 2009      |
| المضحكات المبكيات في زمن التحولات                  | د.يوسف الحسن        | 2016      |

### دراسات تاريخية
| الكتاب                                                                                  | المؤلف         | سنة الطبع |
| --------------------------------------------------------------------------------------- | -------------- | --------- |
| النخبة الخليجية                                                                         | د. سعيد حارب   | 1999      |
| الاتفاقيات السياسية والاقتصادية التي عقدت بين إمارات ساحل عمان وبريطانيا-الطبعة الثانية | علي محمد راشد  | 2004      |
| الفرس ومنطقة الخليج العربي من القرن الخامس قبل الميلاد إلى القرن السابع الميلادي        | د. حمد بن صراي | 2007      |
| التاريخ القديم لمنطقة الخليج العربي في مؤلفات المؤرخ جواد علي                           | د. حمد بن صراي | 2011      |
| منطقة الخليج العربي بين فارس وبيزنطة                                                    | د. حمد بن صراي | 2013      |
| الكشف عن الأبجدية الأولى بتاريخ الامارات                                                | منير يوسف طه   | 2013      |
| قراءة في كتاب الأصنام لابن الكلبي                                                       | د.حمد بن صراي  | 2014      |
| دراسة العملات الساسانية                                                                 | د.حمد بن صراي  | 2016      |

### دراسات لغوية
| الكتاب               | المؤلف                 | سنة الطبع |
| -------------------- | ---------------------- | --------- |
| تحولات اللغة الدراجة | على عبد العزيز الشرهان | 1990      |

### دراسات فلسفية
| الكتاب                              | المؤلف        | سنة الطبع |
| ----------------------------------- | ------------- | --------- |
| الكون الارتيابي (غريزة الموت) ـ ج1  | علي أبو الريش | 2014      |
| الكون الارتيابي (العقل الجبار) ـ ج2 | علي أبو الريش | 2014      |

### دراسات مسرحية
| الكتاب                                                            | المؤلف               | سنة الطبع |
| ----------------------------------------------------------------- | -------------------- | --------- |
| تاريخ الحركة المسرحية في دولة الإمارات 1960/1986 ـ ط1             | عبد الاله عبد القادر | 1988      |
| صورة المرأة في الكتابات المسرحية في دولة الإمارات العربية المتحدة | عبد الإله عبد القادر | 2004      |
| تاريخ الحركة المسرحية في دولة الإمارات 1960/1986 ـ ط2             | عبد الاله عبد القادر | 2007      |
| مسرح سلطان بن محمد القاسمي سؤال الواقع والحياة                    | د.هيثم يحيى الخواجة  | 2015      |
| المسرح المدرسي والمنظومة التربوية (مسرح الإمارات أنموذجاً)         | د.هيثم يحيى الخواجة  | 2021      |

### نصوص متنوعة
| الكتاب                                         | المؤلف      | سنة الطبع |
| ---------------------------------------------- | ----------- | --------- |
| نصوص في العزلة ... كتابات الأمل في زمن الجائحة | مجموعة كتّاب | 2022      |

### المجلات
1. مجلة شؤون أدبية العدد 1 – 64 / يرأس تحريرها حبيب الصايغ
2. مجلة دراسات العدد 1 – 35 / يرأس تحريرها حمد بن صراي [19][20][21][22]
3. كشاف مجلة شؤون أدبية الأعداد 1-30 1995
4. مجلة بيت السرد الأعداد 1 – 10 / يرأس تحريرها محسن سليمان
5. مجلة قاف الأعداد 1 - 4 / يرأس تحريرها إبراهيم الهاشمي

## جوائز الاتحاد

### جائزة سلطان بن علي العويس
قرر الشاعر «سلطان بن علي العويس» تأسيس جائزة دائمة للشعراء والكتاب والمثقفين دعما لهم، بتاريخ 17 ديسمبر 1987، تحمل اسمه وتكون لها استقلالية لتكريم الأدباء والمفكرين العرب.
وقد احتضن اتحاد كتاب وأدباء الإمارات الإرهاصات الأولى لهذه الجائزة، وتشكلت أول أمانة عامة بإشراف اتحاد كتاب وأدباء الإمارات، وفي عام 1992 تحولت الجائزة إلى مؤسسة ثقافية مستقلة تحت اسم «مؤسسة سلطان بن علي العويس الثقافية» حيث أُشهرت المؤسسة رسمياً بموجب المرسوم الأميري رقم 4 لسنة 1994، بتاريخ 21/3/1994، الصادر من ديوان صاحب السمو الشيخ مكتوم بن راشد آل مكتوم نائب رئيس الدولة - رئيس مجلس الوزراء، حاكم دبي.

### جائزة غانم غباش
مسابقة غانم غباش للقصة القصيرة مسابقة قصصية أطلقها الاتحاد تخليدا لذكرى الأديب والمفكر الإماراتي غانم غباش الذي تركت عطاءات متنوعة في الثقافة الإماراتية  برعاية دائرة الثقافة والإعلام في عجمان لعدة سنوات ثم توقفت بعد إيقاف اتفاقية التعاون بين الجهتين.
وفي ديسمبر 2023 أعلن اتحاد كتّاب وأدباء الإمارات عن عودة جائزة غانم غباش للقصة القصيرة، سعيًا منه إلى ترسيخ مكانة اللغة العربية وتشجيع من يمتلك موهبة القص وخصص الاتحاد جوائز نقدية للفائزين بالمراكز الخمس الأولى، حيث يحصل الفائز الأول على 15 ألف درهم، والفائز بالمركز الثاني على 10 آلاف درهم، فيما تبلغ قيمة جائزة الفائز الثالث خمسة آلاف درهم، ويحصل كل من الرابع والخامس على أربعة آلاف درهم.

## وصلات خارجية
- الموقع الرسمي